# Ottavio Bertotti Scamozzi
Ottavio Bertotti Scamozzi (Vicenza, 5 aprile 1719 – Vicenza, 25 ottobre 1790) è stato un architetto italiano.

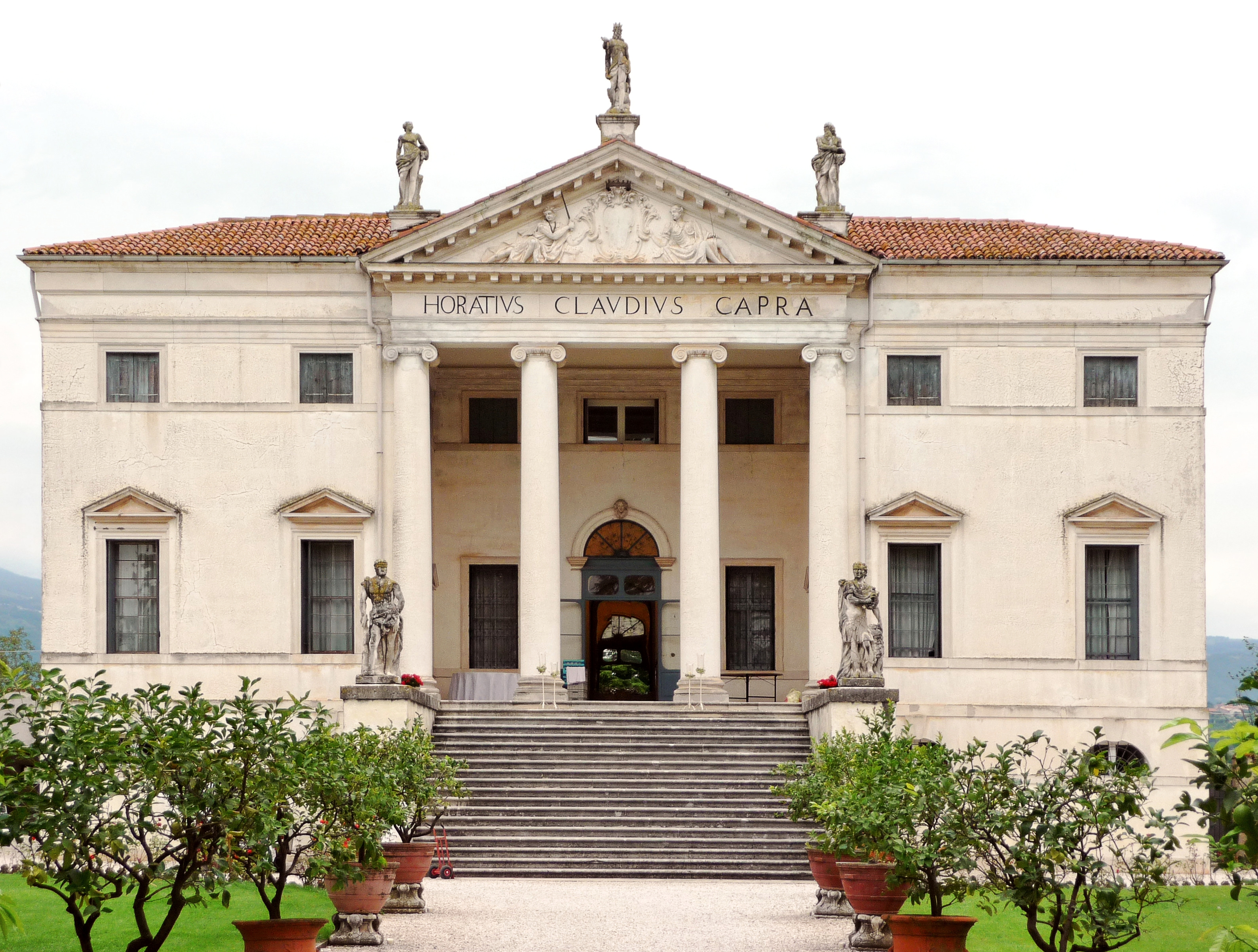
Facciata di Villa Capra a Sarcedo, progettata da Ottavio Bertotti Scamozzi.

Architetto e studioso vicentino, ha curato e valorizzato l'opera di Andrea Palladio con pubblicazioni prestigiose, quali Le fabbriche e i disegni di Andrea Palladio (1776-1783) e Le Terme dei Romani, disegnate da A. Palladio (1785). Tali pubblicazioni hanno avuto la conseguenza di sminuire, per confronto, la sua importanza come architetto, esponente del neoclassicismo nel Veneto.

## Biografia

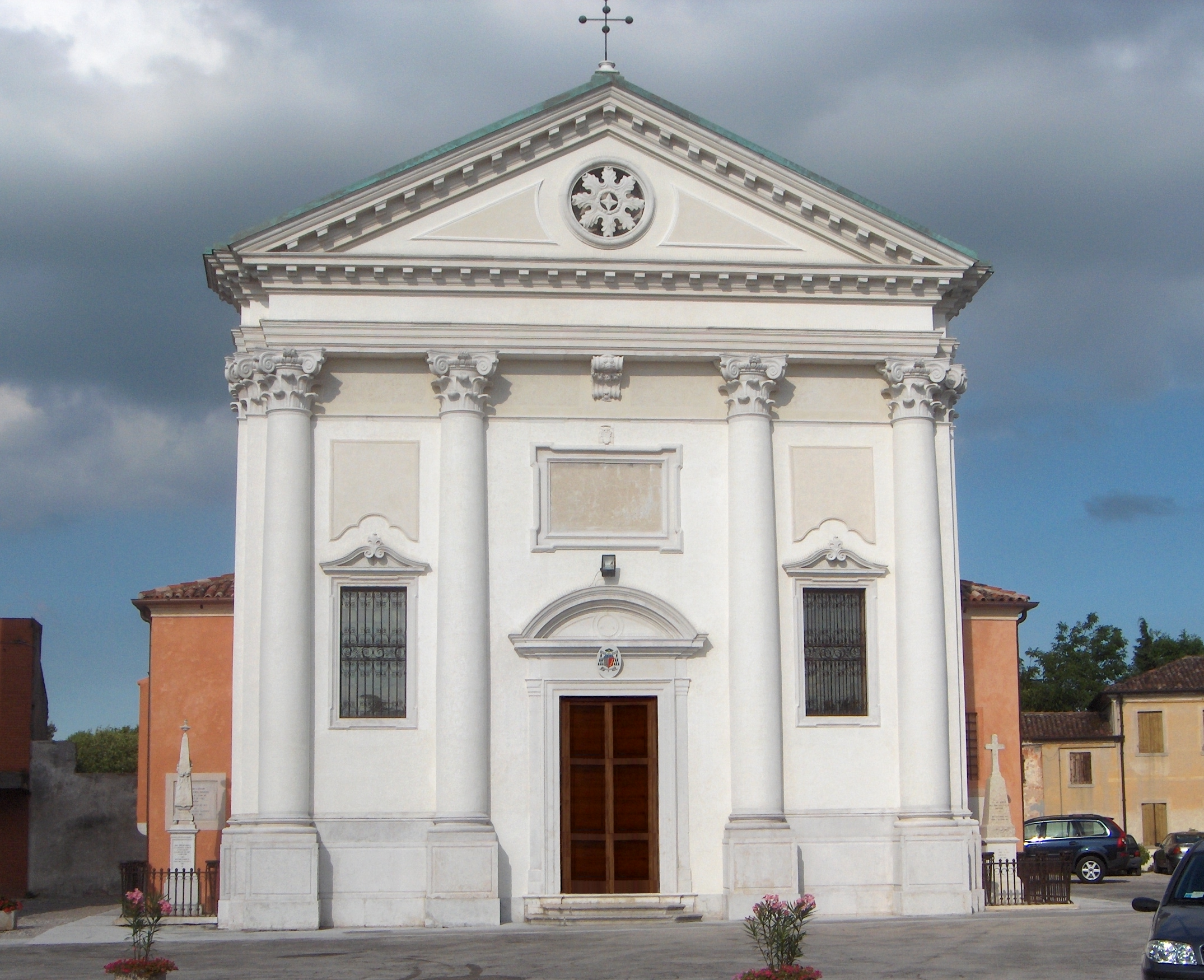
Facciata della chiesa di Ognissanti a Roncade

Era di umilissime origini, figlio di Antonio Bertotti, barbiere, e Vittoria Scabora. Il padre lo aveva avviato alla sua professione, ma grazie al mecenatismo del marchese Mario Capra poté ricevere una buona formazione. Partecipò quindi al concorso per l'eredità di Vincenzo Scamozzi, il celebre architetto che oltre un secolo prima (1616) aveva disposto un lascito per permettere di studiare l'architettura a un giovane vicentino purché assumesse il suo cognome. Appoggiato dal marchese Capra, il Bertotti ottenne il lascito in data imprecisata, sicuramente prima del 1761.
Non ebbe vita facile: l'eredità era esigua, tanto che l'Accademia Olimpica lo nominò bidello, cioè custode del teatro. Per quanto riguarda la sua formazione, inizialmente fu discepolo di Domenico Cerato, legato alla tradizione di Andrea Palladio e dello Scamozzi. Successivamente si avvicinò a Tommaso Temanza, rappresentante del neoclassicismo, quindi all'intellettuale Francesco Algarotti. Fu in contatto con gli ambienti di Elisabetta Caminer e i circoli illuministici di Vicenza.
Per il resto, poco si sa della sua vita. Visse sempre a Vicenza, nei dintorni del teatro Olimpico, anche perché custode del teatro stesso, e pare non abbia mai effettuato alcun viaggio fuori dalla sua città, o almeno dal suo territorio, fatto salvo un soggiorno a Casale Monferrato nel 1789 per motivi professionali. La sua esistenza non fu segnata da episodi rilevanti, se si esclude l'incontro che ebbe la sera del 21 settembre 1786 con Goethe, che passava per Vicenza nel corso del suo viaggio in Italia: definendolo "artista valente ed appassionato"; il letterato ricorda come gli avesse dato "alcune indicazioni, mostrandosi contento dell'interesse".
Nel 1761 pubblicò un libretto, Il forestiere istruito delle cose più rare di architettura, e di alcune pitture della città di Vicenza, dialogo tra lo pseudonimo Leandro e un forestiero londinese, pretesto per illustrare le architetture e valorizzare il Palladio e lo Scamozzi - ma non il Seicento – e per tratteggiare di sé una figura molto simile a quella del grande maestro: la naturale inclinazione e gli studi precoci di architettura, cosa non vera per entrambi, essendo di umili origini.

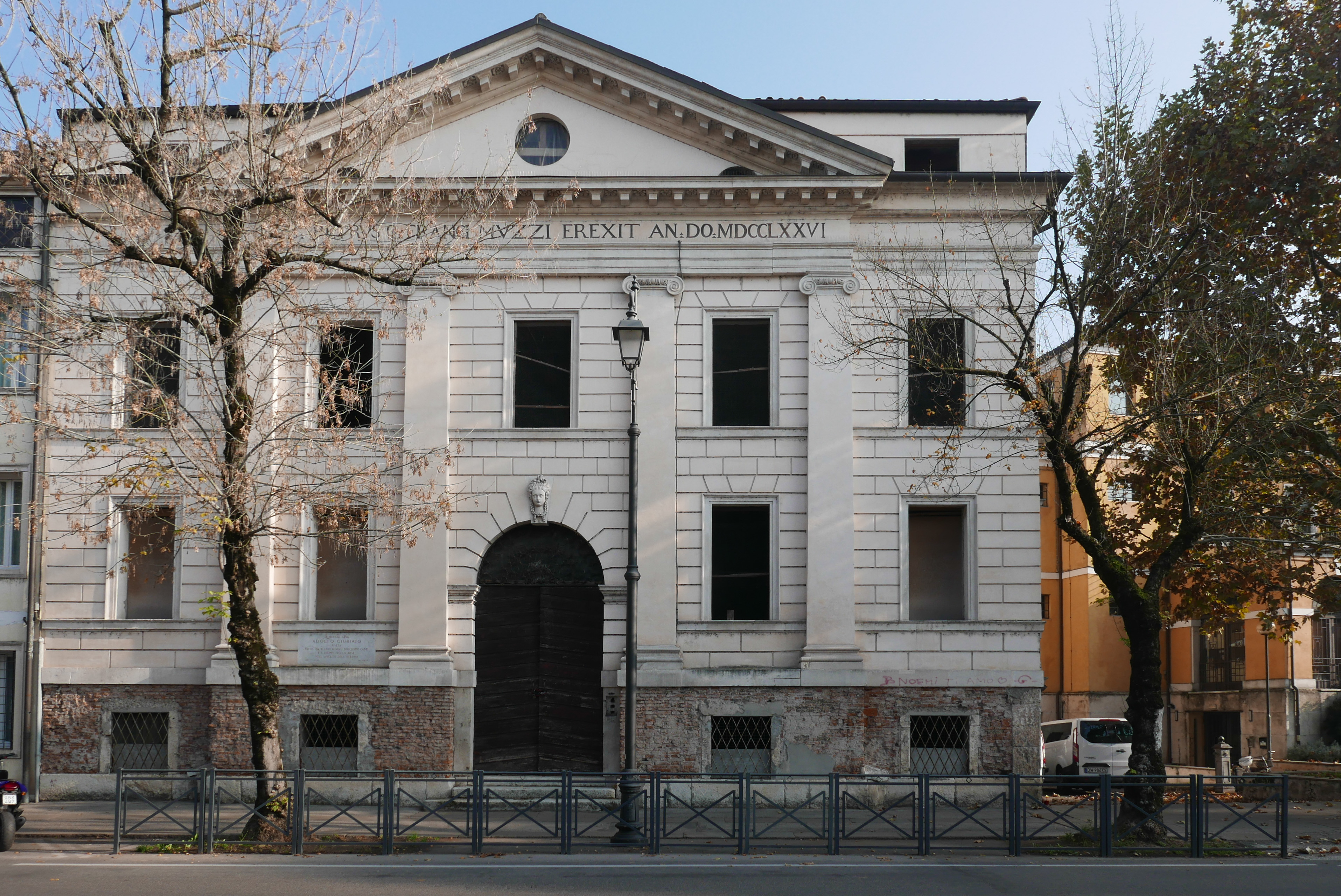
Casa Muzzi all'Isola (piazza Matteotti) a Vicenza

Come architetto progettò nel 1770 il palazzo Franceschini, famiglia di ricchi setaioli, un enorme edificio in Borgo Pusterla, che metteva insieme uffici, abitazione, fondaco e filande e che nei fianchi lisci e nel cortile interno ricordava il sobrio stile scamozziano. Contenti del lavoro, i Franceschini chiesero al Bertotti Scamozzi anche la progettazione della Villa Franceschini Canera Di Salasco (Arcugnano), caratterizzata dall'altissimo pronao. Nel 1774 realizzò il prospetto della chiesa di San Faustino, casa Muzzi all'Isola, un classico palazzetto per la borghesia del tempo.
Contribuì alla conoscenza e alla diffusione del palladianesimo; eseguì il rilievo quotato di tutte le opere di Andrea Palladio. Ogni edificio fu rappresentato in pianta, prospetto e sezione attraverso tavole nitidissime. L'unità di misura utilizzata fu il piede vicentino pari a 0,356 m. Queste tavole rappresentano da sempre una utile guida per quanti intendono progettare un edificio in stile palladiano.
Considerato nel contesto del tempo, fu uno dei più illuminati interpreti del palladianesimo nel Settecento, ma filtrato attraverso le lezioni dello Scamozzi e il suo sentire personale.

## Opere
- Villa Capra, per Orazio Capra, Sarcedo (Vicenza), 1764 (sistemazione definitiva del complesso; tra le prime opere attribuite a Bertotti Scamozzi).
- Facciata della chiesa di Ognissanti, Roncade, 1768.
- Facciata di Palazzo Gozzani di Treville, sede dell'Accademia Filarmonica, a Casale Monferrato, circa 1780.

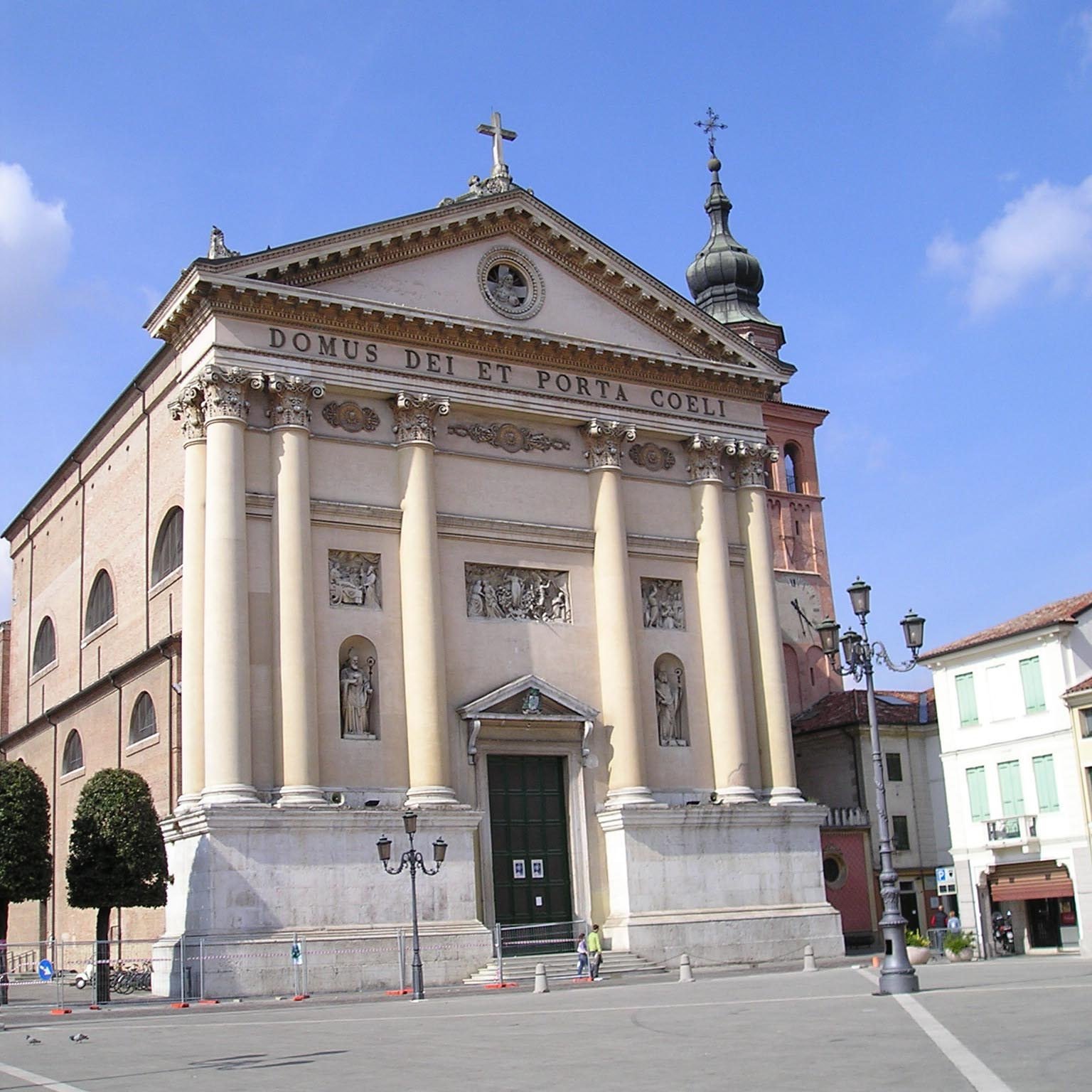
Duomo di Cittadella

- Duomo di Cittadella (Padova); costruito tra il 1774 e il 1826 in collaborazione con gli architetti Domenico Cerato e Carlo Barrera, vicentino, che portò l'opera a compimento.

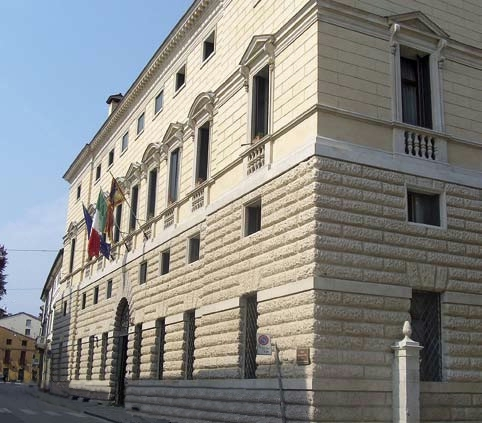
Palazzo Franceschini Folco Vicenza

- Palazzo Franceschini Folco, 1770 (fu sede della Questura di Vicenza).

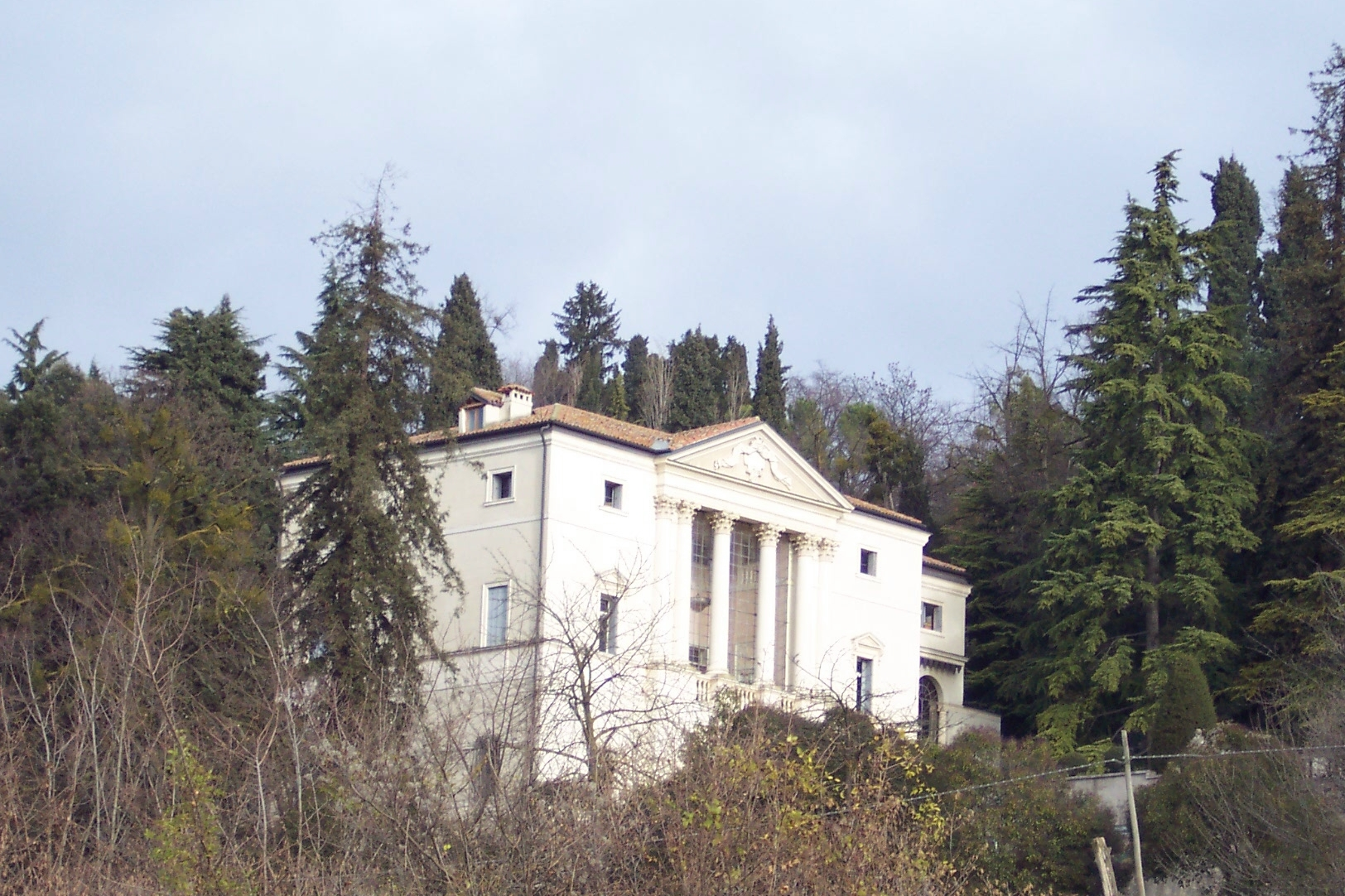
Villa Franceschini Pasini Canera di Salasco (1770), Arcugnano

- Villa Franceschini Pasini Canera di Salasco, Arcugnano, costruita nel 1770; rappresenta uno dei più riusciti esempi di neoclassicismo vicentino di ispirazione palladiana.
- Villa Fadinelli Suppiei, Creazzo, seconda metà del Settecento (attribuita).[3]
- Villa Sesso Ruffini, Sandrigo, ricostruzione su un preesistente edificio tardo gotico.[4]
- Villa Modena, Lioy, Piovene, Laverda, Macerata, Grumolo delle Abbadesse, in località Vancimuglio.[5]
- Villa Muzzi, Cortivo, D'Ercole, Vicenza, in Via Imperiali, 112.[6]
- Casa Gastaldi ("del Setaiolo"), Vicenza, in contra' Porta Santa Lucia 35. Intervento del 1773 (attribuito).[7]
- Villa Stecchini, Zannini, Cavaliere, Sandrigo, in Piazzetta G. Zannini, 1.[8]

- Torre delle mura duecentesche della città di Vicenza, trasformazione in loggetta.
- Facciata del Teatro Eretenio, Vicenza, 1784 (distrutto dai bombardamenti nella seconda guerra mondiale).

Fu inoltre artefice di interventi su ville palladiane tra le quali villa Almerico Capra detta "La Rotonda", nella quale modificò la scalinata riportandola alla forma originariamente progettata da Palladio.

## Pubblicazioni

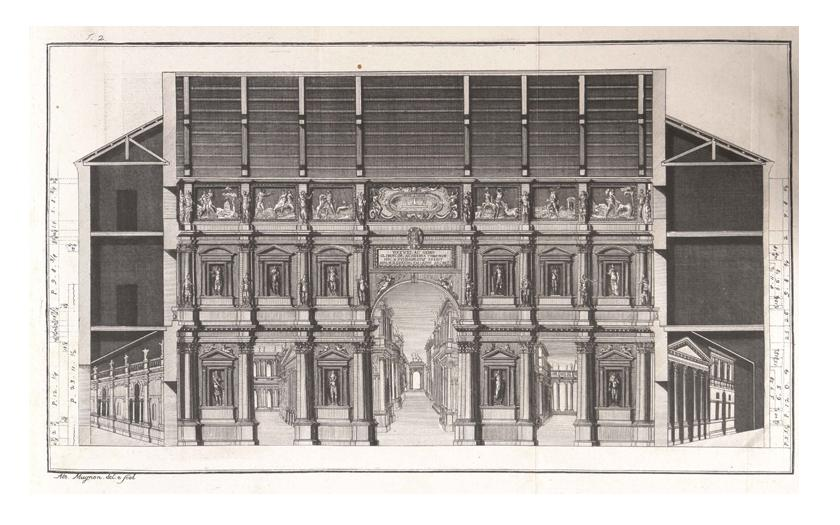
Da Le fabbriche e i disegni di Andrea Palladio raccolti ed illustrati da Ottavio Bertotti Scamozzi, Vicenza, Giovanni Rossi, 1796 - Teatro Olimpico di Vicenza, proscenio

- Le fabbriche e i disegni di Andrea Palladio, raccolti ed illustrati da Ottavio Bertotti Scamozzi, Vicenza 1796. ediz. del 1968, A. Tiranti, Londra
- Le fabbriche e i disegni di Andrea Palladio e le terme., ediz. del 1845, Editore Giovanni Decamilli (Genova)
- Le terme dei Romani: disegnate da Andrea Palladio e ripubblicate con l'aggiunta di alcune osservazioni da Ottavio Bertotti Scamozzi giusta l'esemplare del Lord Conte di Burlingthon, stampato in Londra l'anno 1732.
- L'origine dell'Accademia Olimpica di Vicenza con una breve descrizione del suo teatro, Vicenza 1842. Tip. di Gaetano Longo.
- The buildings and the designs of Andrea Palladio. Pubblicato nel 1976, La Roccia, Trento
- Il forestiere istruito delle cose più rare di architettura, e di alcune pitture della città di Vicenza. Nella Stamperia di Giovambattista Vendramini Mosca ..., 1761. Ripubblicato nel 1965 dal Comune di Vicenza